# Agrarmarktstrukturgesetz
Das Agrarmarktstrukturgesetz wurde im Jahre 1969 unter dem Titel Marktstrukturgesetz verabschiedet. Mit der Neufassung vom 20. April 2013 wurde u. a. der Titel modifiziert. Das Gesetz hat zum Ziel, die Schaffung von Erzeugergemeinschaften und Vereinigungen von Erzeugergemeinschaften zu fördern, um dadurch die Marktposition der deutschen Landwirtschaft zu verbessern. 

## Ziele
Ziele von Erzeugergemeinschaften und deren Vereinigungen:
- Die landwirtschaftliche Produktion qualitativ zu verbessern.
- Zusammenschlüsse land- und fischwirtschaftlicher Betriebe als Gegengewicht zu der bereits erfolgten Konzentration auf der Nachfrageseite zu bewirken und die Marktstellung der Landwirte zu verbessern.
- Für eine kontinuierliche Belieferung des Marktes mit einheitlichen Partien hoher Qualität Sorge zu tragen.

## Maßnahmen
Verwirklicht werden sollen die oben genannten Ziele durch:
- Zusammenschlüsse land- und forstwirtschaftlicher Betriebe zu Erzeugergemeinschaften
- Zusammenschlüsse von Erzeugergemeinschaften zu Vereinigungen
- Schaffung von längerfristigen partnerschaftlichen Beziehungen zwischen Erzeugergemeinschaften und Unternehmen des Handels sowie der Be- und Verarbeitung.

Die Anpassung der Erzeugung an die Erfordernisse des Marktes kann in Erzeugergemeinschaften nur durch eine Spezialisierung auf ein einzelnes Erzeugnis oder auf eine Gruppe von verwandten Erzeugnissen erreicht werden. Die in Frage kommenden Erzeugnisse hat der Gesetzgeber in einer Anhangliste zum Marktstrukturgesetz aufgeführt. Diese Gruppierungsmöglichkeit wurde in der jüngsten Änderung erweitert.

## Voraussetzungen
Gesetzliche Voraussetzungen zur Anerkennung einer Erzeugergemeinschaft:
- mindestens sieben Gründungsmitglieder
- Mindesterzeugungsmenge bzw. Mindestanbaufläche
- die Tätigkeit muss auf ein Erzeugnis bzw. eine Gruppe von verwandten Erzeugnissen beschränkt sein
- bestimmte Erzeugungs- und Qualitätsregeln müssen eingehalten werden
- Rechtsform der juristischen Person des privaten Rechts (z. B.: e.V., GmbH, eG, AG)
- die Erzeugnisse ihrer Mitglieder werden grundsätzlich gemeinsam angeboten (Ausnahmeregelung ist möglich)
- Beitragspflicht der Mitglieder
- Satzung muss Vertragsstrafen vorsehen
- eine Erzeugergemeinschaft darf den Wettbewerb auf dem Markt nicht ausschließen

Darüber hinaus können auch Vereinigungen von Erzeugergemeinschaften anerkannt werden. Als Mindestvoraussetzung für die Anerkennung als Vereinigung von Erzeugergemeinschaften gilt die Wahrnehmung einer unterrichtenden und beratenden Tätigkeit bei den ihr angehörenden Erzeugergemeinschaften oder deren Mitgliedern sowie die Aufstellung verbindlicher Erzeugungs- und Qualitätsregeln. Auch Vereinigungen von Erzeugergemeinschaften dürfen den Wettbewerb auf dem Markt nicht ausschließen.